# 恆春山茶
恆春山茶（学名：Camellia hengchunensis）为茶科茶屬下的一个种。

## 扩展阅读
- 維基物種上的相關：恆春山茶